# Imran Nazih
Imran Nazih (Amsterdam, 25 januari 2006) is een Nederlands voetballer die doorgaans speelt als middenvelder. In juli 2025 verliet hij FC Volendam.

## Clubcarrière
Nazih speelde in de jeugd van Nieuw-West United en kwam na een jaar bij Zeeburgia bij Ajax terecht. Hier mocht hij twee seizoenen later weer vertrekken. Via Zeeburgia werd hij in 2020 opgenomen in de opleiding bij FC Volendam. Eind 2021 debuteerde hij voor het belofteteam in de Tweede divisie. Nazih tekende in mei 2022 zijn eerste professionele verbintenis bij de club, tot medio 2025. Zijn debuut in het eerste elftal maakte hij op 31 augustus 2022, op bezoek bij PSV. Namens die club kwamen Xavi Simons (tweemaal), Cody Gakpo (driemaal), Brian Plat (eigen doelpunt) en Johan Bakayoko tot scoren, terwijl voor FC Volendam alleen Henk Veerman scoorde: 7–1. Nazih moest van coach Wim Jonk beginnen op de reservebank en viel twintig minuten voor tijd in voor Carel Eiting. Op 18 oktober 2022 maakte hij zijn eerste doelpunt in het eerste elftal, in de KNVB Beker tegen Harkemase Boys (5–1 winst).
Bij FC Volendam wist Nazih niet door te breken als basisspeler. In de vier seizoenen dat hij bij de eerste selectie zat, kwam hij tot tien officiële wedstrijden. Slechts eenmaal begon hij in competitieverband in de basiself, tegen FC Twente op 3 september 2023 (0–2 verlies). Medio 2025 werd zijn aflopende contract niet verlengd. In de jaargang 2024/25 had Nazih met drie korte invalbeurten aan het begin van het seizoen een minieme bijdrage aan het kampioenschap in de Eerste divisie.

## Clubstatistieken
| Seizoen | Club             | Competitie     | Competitie | Competitie | Beker | Beker | Internationaal | Internationaal | Nacompetitie | Nacompetitie | Totaal | Totaal |
| Seizoen | Club             | Competitie     | Wed.       | Dlp.       | Wed.  | Dlp.  | Wed.           | Dlp.           | Wed.         | Dlp.         | Wed.   | Dlp.   |
| ------- | ---------------- | -------------- | ---------- | ---------- | ----- | ----- | -------------- | -------------- | ------------ | ------------ | ------ | ------ |
| 2021/22 | Jong FC Volendam | Tweede divisie | 12         | 1          | —     | —     | —              | —              | 1            | 0            | 13     | 1      |
| 2022/23 | Jong FC Volendam | Tweede divisie | 20         | 0          | —     | —     | —              | —              | —            | —            | 20     | 0      |
| 2022/23 | FC Volendam      | Eredivisie     | 3          | 0          | 1     | 1     | —              | —              | —            | —            | 4      | 1      |
| 2023/24 | FC Volendam      | Eredivisie     | 3          | 0          | 0     | 0     | —              | —              | —            | —            | 3      | 0      |
| 2024/25 | FC Volendam      | Eerste divisie | 3          | 0          | 0     | 0     | —              | —              | —            | —            | 3      | 0      |
| Totaal  | Totaal           | Totaal         | 41         | 1          | 1     | 1     | 0              | 0              | 1            | 0            | 43     | 2      |

Bijgewerkt op 1 juli 2025.